# Rudolf af Østrig (1788-1831)
 Ikke at forveksle med Rudolf af Østrig (1858-1889).
Ærkehertug Rudolf af Østrig (8. januar 1788 – 24. juli 1831) var østrigsk ærkehertug, kardinal og ærkebiskop af Olmütz fra 1819 til 1831. Han var søn af den Tysk-romerske kejser Leopold 2. og yngre bror til kejser Frans 2.
Ærkehertug Rudolf var en vigtig støtte for Ludwig van Beethovens karriere. Flere kompositioner (op. 58, 73, 81a, 96, 97, 106, 111, 133, 134) og Missa solemnis (op. 123, i anledning af hans intronisering i Olmütz) var dedikeret til ham. 

## Eksterne links
- Wikimedia Commons har flere filer relateret til Rudolf af Østrig (1788-1831)